# Linda G. Alvarado
Linda G. Alvarada é uma empresária e presidente executiva da empresa americana Alvarado Construction, Inc.